# Macrosteles livida
Macrosteles livida är en insektsart som beskrevs av Edwards 1894. Macrosteles livida ingår i släktet Macrosteles och familjen dvärgstritar. Inga underarter finns listade i Catalogue of Life.